# Secrétariat d'État à la Justice (Espagne)
Le secrétariat d'État à la Justice d'Espagne (en espagnol : Secretaría de Estado de Justicia) est le secrétariat d'État chargé de la Justice.
Il relève du ministère de la Présidence, de la Justice et des Relations avec les Cortes.

## Missions

### Fonctions
Le secrétariat d'État à la Justice est l'organe supérieur du ministère de la Présidence, de la Justice et des Relations avec les Cortes chargé, sous la tutelle du ministre de la Justice, de la coordination et de la collaboration avec l'administration des communautés autonomes ; de l'organisation, de la planification, du soutien et de la coopération avec l'administration judiciaire et le ministère public dans le domaine de la modernisation, de la coopération juridique internationale et des relations avec les organismes internationaux et européens. Il encourage et gère les compétences ministérielles dans le domaine des affaires religieuses et de la liberté de conscience.
En outre, il entretient les relations du ministère avec les organes dirigeants du Conseil général du pouvoir judiciaire, les organes judiciaires des communautés autonomes, le défenseur du peuple, le ministère public et les conseils généraux des avocats et procureurs des tribunaux.

### Organisation
Le secrétariat d’État à la Justice s'organise de la manière suivante : 
- Secrétaire d'État à la Justice (Secretario de Estado de Justicia) ;
  - Secrétariat général pour l'Innovation et la Qualité du service public de la Justice ;

- -     - Direction générale pour le Service public de la Justice ;
      - Sous-direction générale de la Collaboration institutionnelle pour le Service public de la Justice ;
      - Sous-direction générale de l'Accès et de la Promotion du personnel de l'administration judiciaire ;
      - Sous-direction générale de la Programmation et de la Gestion économique du Service public de la justice ;
      - Sous-direction générale de la Coopération et de la Coordination territoriale de l'administration judiciaire ;
      - Sous-direction générale des Travaux et du Patrimoine ;

    - Direction générale de la Transformation numérique de l'administration judiciaire ;
      - Sous-direction générale du Développement et de l'Innovation des services numériques de justice ;
      - Sous-direction générale de la Qualité des services numériques, de la Cybersécurité et des Opérations ;
      - Division des services numériques départementaux ;

    - Direction générale de la Sécurité juridique et des Enregistrements ;
      - Sous-direction générale de la Nationalité et de l'État civil ;
      - Sous-direction générale du Notariat et des Registres ;
      - Sous-direction générale de la Localisation et de la Récupération des biens ;
      - Sous-direction générale de la Conservation, de l'Administration et de la Réalisation des biens ;

    - Sous-direction générale pour l'Innovation et la Qualité du bureau du siège et du parquet ;

  - Direction générale de la Coopération juridique internationale ;
    - Sous-direction générale de la Coopération juridique internationale ;
    - Sous-direction générale pour les Affaires de justice dans l'Union européenne et des Organisations internationales.

## Titulaires
| Titulaire | Titulaire                         | Début      | Fin         | Parti | Ministre de la Justice                   |
| --------- | --------------------------------- | ---------- | ----------- | ----- | ---------------------------------------- |
|           | María Teresa Fernández de la Vega | 16/05/1994 | 08/05/1996  | PSOE  | Juan Alberto Belloch                     |
|           | José Luis González Montes         | 11/05/1996 | 06/05/2000  | PP    | Margarita Mariscal de Gante Ángel Acebes |
|           | José María Michavila              | 06/05/2000 | 20/07/2002  | PP    | Ángel Acebes                             |
|           | Rafael Catalá                     | 27/07/2002 | 20/04/2004  | PP    | José María Michavila                     |
|           | Luis López Guerra                 | 20/04/2004 | 19/02/2007  | PSOE  | Juan Fernando López Aguilar              |
|           | Julio Pérez Hernández             | 19/02/2007 | 02/03/2009  | PSOE  | Mariano Fernández Bermejo                |
|           | Juan Carlos Campo                 | 02/03/2009 | 31/12/2011  | PSOE  | Francisco Caamaño                        |
|           | Fernando Román García             | 31/12/2011 | 11/10/2014  | PP    | Alberto Ruiz-Gallardón                   |
|           | Carmen Sánchez-Cortés Martín      | 11/10/2014 | 19/06/2018  | PP    | Rafael Catalá                            |
|           | Manuel Jesús Dolz Lago            | 19/06/2018 | 30/01/2020  | Sans  | Dolores Delgado                          |
|           | Pablo Zapatero Miguel             | 30/01/2020 | 08/12/2021  | Sans  | Juan Carlos Campo Pilar Llop             |
|           | Tontxu Rodríguez                  | 08/12/2021 | 29/11/2023  | PSOE  | Pilar Llop                               |
|           | Manuel Olmedo Palacios            | 29/11/2023 | En fonction | Sans  | Félix Bolaños                            |